# Ponte do Rio Tacutu

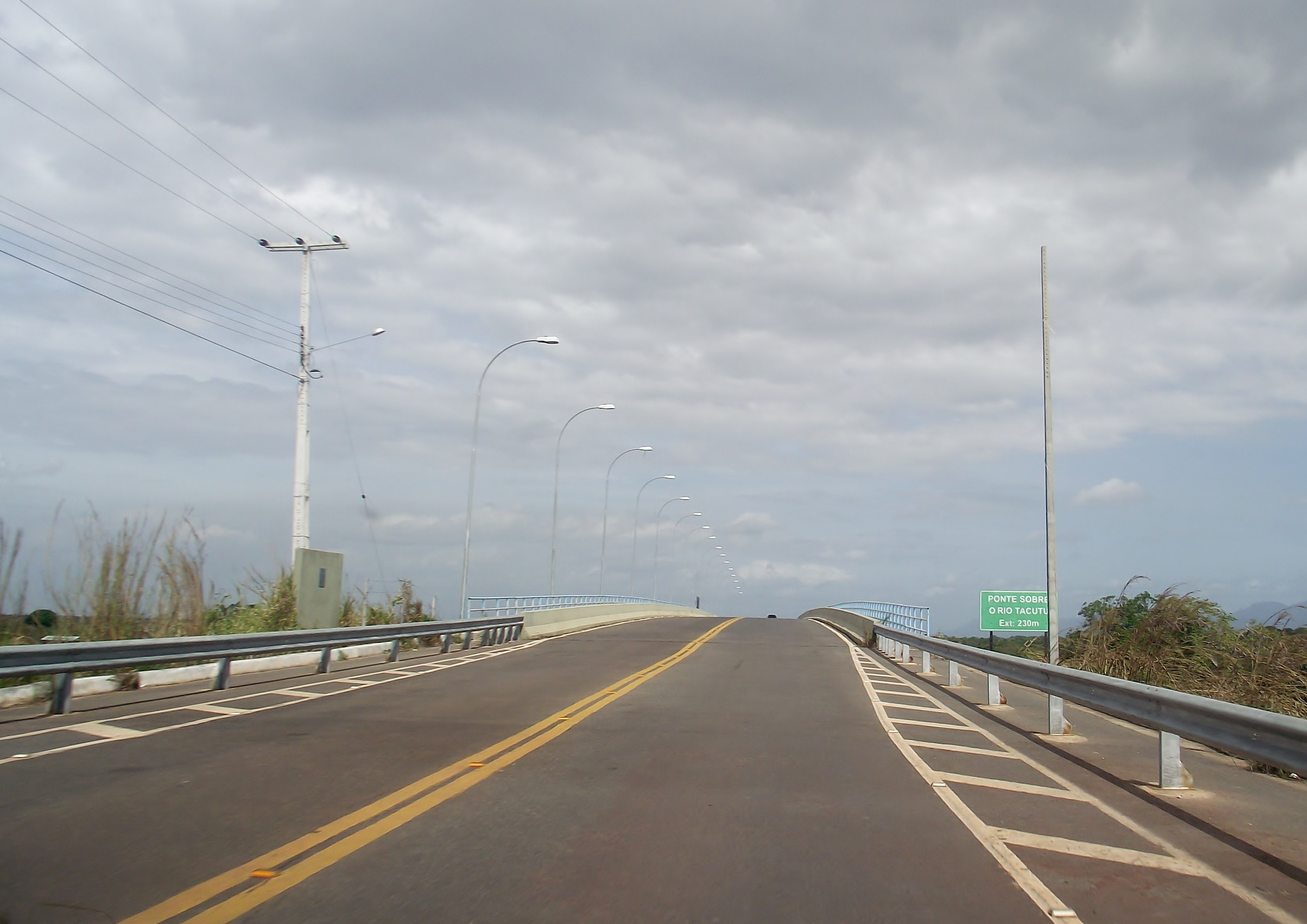
Travessia sobre a ponte.

A ponte do Rio Tacutu (oficialmente Ponte Prefeito Olavo Brasil Filho) é uma ponte internacional que cruza o Rio Tacutu, na fronteira da cidade brasileira de Bonfim, no estado de Roraima e Lethem, na região de Alto Tacutu–Alto Essequibo, na Guiana. É o último trecho da rodovia BR-401 do lado brasileiro da fronteira.
A ponte é o único exemplo de uma fronteira terrestre nas Américas na qual os motoristas devem mudar de sentido de circulação de tráfego; seja da direita (no Brasil) para a esquerda (na Guiana), ou vice-versa. A mudança de mão de direção é realizada no lado da Guiana através de um viaduto de conversão em virtude de o país vizinho adotar a chamada mão inglesa.

## História
Sua construção foi concluída em 2009, sendo aberta para o tráfego no dia 31 de julho. Apesar disso, sua inauguração oficial só se deu em 14 de setembro de 2009, na presença dos presidentes Luiz Inácio Lula da Silva, do Brasil e Bharrat Jagdeo, da Guiana.
Foi denominada Ponte Prefeito Olavo Brasil Filho pela Lei Nº 11.918, de 9 de abril de 2009, após projeto do senador Romero Jucá.
A obra custou o equivalente a cinco milhões de dólares, valor integralmente assumido pelo Brasil. Seu projeto foi realizado dentro do programa Iniciativa para Integração da Infraestrutura Sul-Americana.